# دامنه ریسک
 دامنه ریسک 
ریسک اضافی یک دارایی یا پرتفو دارایی‌هایی است که بیش از ۳ انحراف استاندارد را از قیمت فعلی آن، بالاتر از خطر توزیع نرمال ، جابجا می‌کند.  مدیران دارایی ها به طور معمول با دامنه ریسک در رابطه با زیان‌هایی که می‌توانند اوراق بهادار را متضرر کنند،تحقیق می‌کنند.
تکنیک متداول برای نظریه‌پردازی یک توزیع نرمال از تغییرات قیمت، زمانی که داده‌های بازار دنباله‌های چاق را نشان می‌دهند ،اطلاعات مناسبی به دست نمی‌دهند.
دامنه ریسک  اغلب به شدت تعریف می‌شود، زیرا تنها ریسک ( یا احتمال ) رویداد نادری است .  تعریف دل‌خواه از منطق دنباله نیز فراتر از ۳ انحراف استاندارد ممکن است گسترش یابد، مانند شاخص skew که از ناحیه دم بزرگ‌تر استفاده می‌کند که از ۲ انحراف استاندارد آغاز می‌شود.